# 5x2
5x2, ook Cinq fois deux, is een Franse film uit 2004 van François Ozon. De film werd vergeleken met Memento en Irréversible, omdat de scènes in omgekeerde volgorde worden vertoond. Hij wordt ook vergeleken met de "off-Broadway" musical The Last Five Years wegens het gelijklopend verhaal.

## Verhaal
De film vertelt het verhaal van een jong paar, Gilles en Marion, in de vijf belangrijkste momenten van hun gezamenlijk leven: hun ontmoeting, huwelijk, geboorte van hun eerste kind, ruzies en scheiding. Deze worden echter in omgekeerde volgorde vertoond. De scènes zijn van elkaar gescheiden door Italiaanse liedjes, zoals het nummer 'Sparring Partner' van Paolo Conte. De film is een pessimistisch levensverhaal over de moeilijkheden om samen te leven als koppel.

## Rolverdeling
- Valeria Bruni Tedeschi - Marion
- Stéphane Freiss - Gilles
- Géraldine Pailhas - Valérie
- Françoise Fabian - Monique
- Michael Lonsdale - Bernard

## Prijs en nominatie
De hoofdactrice Valeria Bruni Tedeschi kreeg op het Filmfestival van Venetië in 2004 de prijs Pasinetti als beste actrice en de film werd er genomineerd voor een Gouden Leeuw.